# Eva Novak

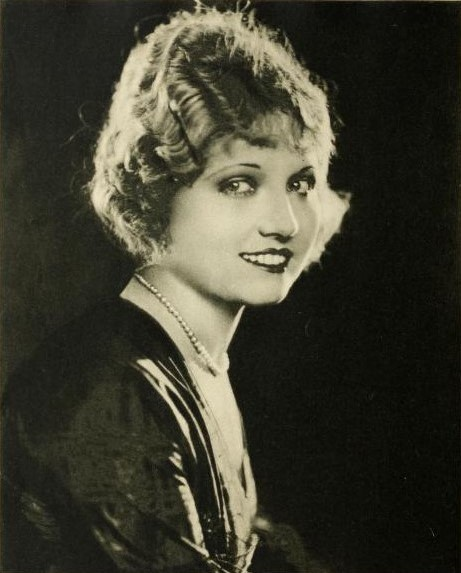
Eva Novak (um 1920)

Eva Novak (* 14. Februar 1898 in St. Louis, Missouri; † 17. April 1988 in Woodland Hills, Los Angeles, Kalifornien) war eine US-amerikanische Schauspielerin, deren Karrierehöhepunkt in der Stummfilm-Ära lag.

## Leben
Eva Novak wurde 1898 in St. Louis, Missouri, geboren. Als Teenager kam sie nach Hollywood. Sie begann ihre Karriere als eine der Sennett Bathing Beauties, von Mack Sennett promotete Darstellerinnen, die in Badeanzügen abgelichtet wurden. Sie trat in Slapstick-Komödien auf, sowie in zehn Western mit Tom Mix (u. a. in Sky High und Trailin), als dessen romantisches Interesse sie in den Filmen fungierte. Außerdem spielte sie dreimal an der Seite von William S. Hart.
Auf Anregung von Tom Mix begann Novak, Stunts selbst auszuführen. 1921 heiratete sie den Stuntman William Reed, mit dem sie Ende der 1920er nach Australien ging, wo sie einige Western drehten. In den 1930ern kehrte Novak in die Staaten zurück und trat in einigen Filmen des befreundeten John Ford auf. Dazu gehörten Der Teufelshauptmann, Ringo und Bis zum letzten Mann. Bis 1966 erschien sie gelegentlich in weiteren kleinen Rollen (teilweise, ohne in den Credits genannt zu werden), mit dem Ende der Stummfilm-Ära hatte ihre Popularität jedoch stark abgenommen.
Novak starb mit 90 Jahren an Lungenentzündung im Motion Picture Country Hospital in Los Angeles. Ihr Grab befindet sich auf dem San Fernando Mission Cemetery in Woodland Hills.
Ihre ältere Schwester Jane Novak (1896–1990) war ebenfalls Schauspielerin.

## Filmografie (Auswahl)
- 1918: The King of the Kitchen
- 1919: The Freckled Fish
- 1919: The Speed Maniac
- 1919: The Feud

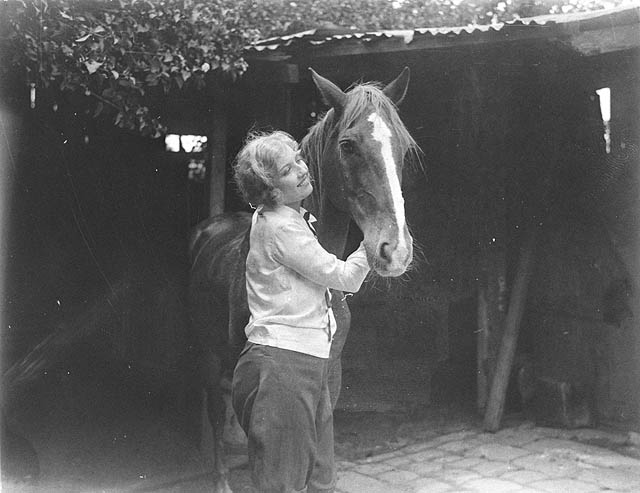
Eva Novak am Set von The Romance of Runnibede (1928) in Australien

- 1920: Silk Husbands and Calico Wives
- 1920: The Testing Block
- 1920: Wanted at Headquarters
- 1920: Up in Mary’s Attic
- 1920: Desert Love
- 1920: The Daredevil
- 1921: Trailin'
- 1921: The Last Trail
- 1921: The Rough Diamond
- 1921: Wolves of the North
- 1921: The Smart Sex
- 1921: Society Secrets
- 1921: O’Malley of the Mounted
- 1921: The Torrent
- 1922: Höher als die Wolken (Sky High)
- 1922: Der Farmerkönig (Making a Man)
- 1922: The Great Night
- 1922: Barriers of Folly
- 1922: The Man Who Saw Tomorrow
- 1922: Der blinde Wolf (The Man from Hell’s River)
- 1922: Up and Going
- 1922: Chasing the Moon
- 1923: A Noise in Newboro
- 1923: Boston Blackie
- 1923: The Tiger's Claw
- 1923: Temptation
- 1923: Dollar Devils
- 1924: Listen Lester
- 1925: A Beautiful Sinner
- 1926: Say It with Babies
- 1927: The Romance of Runnibede
- 1927: For the Term of his Natural Life
- 1928: The Romance of Runnibede
- 1948: Flucht nach Nevada (Four Faces West)
- 1949: Kopfpreis 5000 Dollar (Hellfire)